# Lexus TX

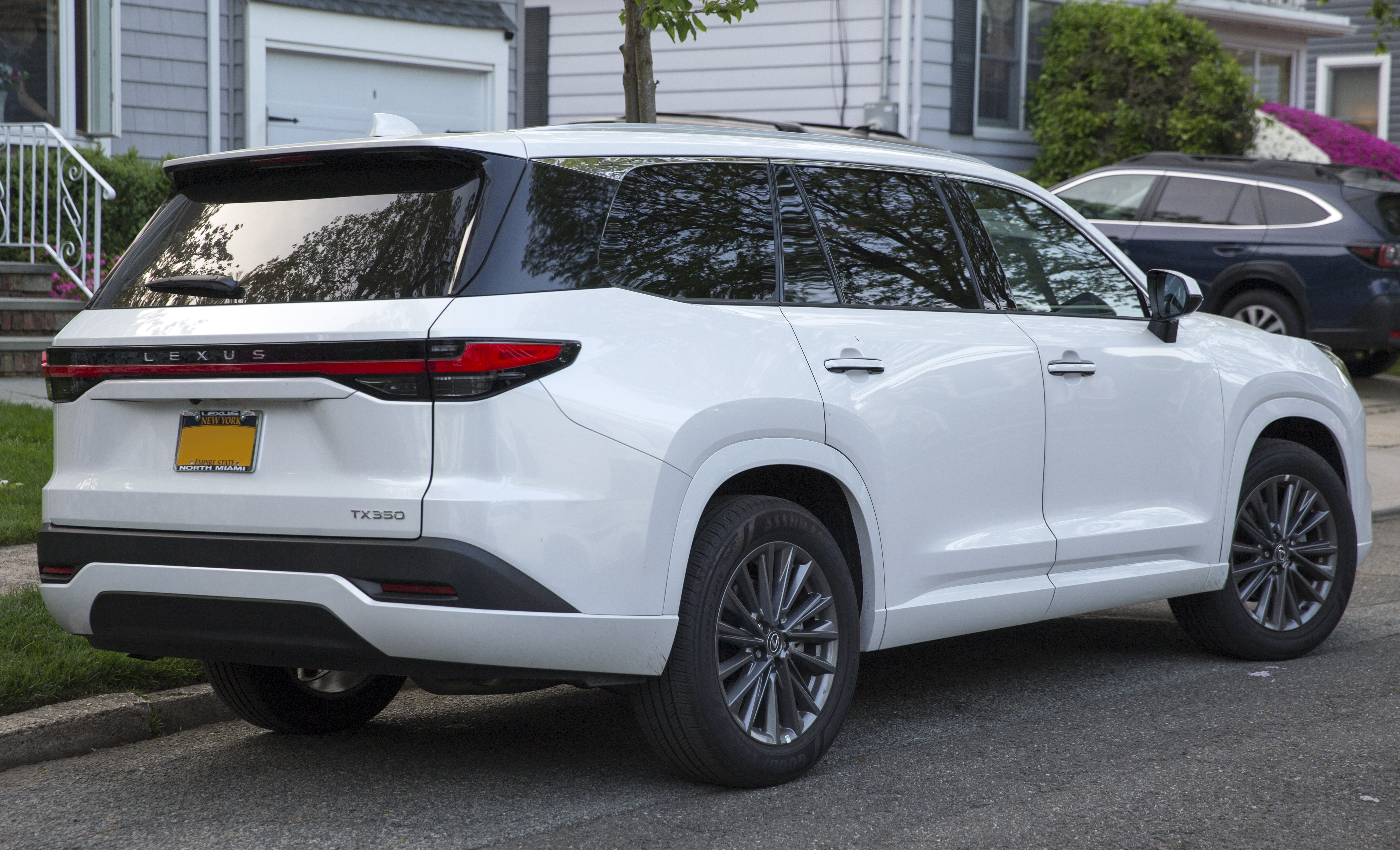
Heckansicht

Der Lexus TX ist ein Sport Utility Vehicle der japanischen Toyota-Premiummarke Lexus. 

## Geschichte
Vorgestellt wurde das siebensitzige Fahrzeug im Juni 2023 als Nachfolgemodell des zwischen 2017 und 2022 gebauten Lexus RX L. Im Gegensatz zu diesem wird der TX nur auf dem nordamerikanischen Markt angeboten. Dort ist er zwischen dem Lexus GX und dem Lexus LX positioniert. Technisch ähnlich mit dem TX ist der Grand Highlander von Toyota, der im Februar 2023 debütierte. Beide Modelle basieren auf der K-Skalierung der Toyota New Global Architecture. Marktstart des TX war im September 2023.

## Technische Daten
Angetrieben wird der Wagen entweder von einem aufgeladenen 2,4-Liter-Ottomotor mit 205 kW (279 PS), einer hybridisierten Version davon mit einer Systemleistung von 273 kW (371 PS) oder einem Plug-in-Hybriden mit einem 3,5-Liter-Ottomotor und einer Systemleistung von 303 kW (412 PS). Letzterer war zum Marktstart noch nicht verfügbar. Den Wagen mit reinem Verbrennungsmotor gibt es sowohl mit Vorderrad- als auch Allradantrieb. Die Hybride haben Allradantrieb.
|                                | TX 350                   | TX 500h                     | TX 550h+                    |
| Bauzeitraum                    | seit 09/2023             | seit 09/2023                | seit 12/2023                |
| Motorkenndaten                 |                          |                             |                             |
| Motortyp                       | R4-Ottomotor             | R4-Ottomotor + Elektromotor | V6-Ottomotor + Elektromotor |
| Motoraufladung                 | Turbolader               | Turbolader                  | —                           |
| Hubraum                        | 2393 cm³                 | 2393 cm³                    | 3456 cm³                    |
| max. Leistung                  | 205 kW (279 PS) bei 6000 | 273 kW (371 PS) bei 6000    | 303 kW (412 PS) bei 6000    |
| max. Drehmoment                | 430 Nm bei 1700–3600     | 550 Nm bei 2000–3000        |                             |
| Kraftübertragung               |                          |                             |                             |
| Antrieb, serienmäßig           | Vorderradantrieb         | Allradantrieb               | Allradantrieb               |
| Antrieb, optional              | Allradantrieb            | —                           | —                           |
| Getriebe, serienmäßig          | 8-Gang-Automatikgetriebe | 6-Gang-Automatikgetiebe     | Stufenloses Getriebe        |
| Messwerte                      |                          |                             |                             |
| Höchstgeschwindigkeit          | 180 km/h                 | 180 km/h                    | 180 km/h                    |
| Beschleunigung, 0–100 km/h     | 8,0 s                    | 6,2 s                       |                             |
| Kraftstoffverbrauch auf 100 km | 11,2 l Super             | 9,8 l Super                 | 7,8 l Super                 |